# Olympische Sommerspiele 1928/Leichtathletik – 800 m (Männer)
Der 800-Meter-Lauf der Männer bei den Olympischen Spielen 1928 in Amsterdam wurde vom 29. bis zum 31. Juli 1928 im Olympiastadion Amsterdam ausgetragen. 49 Athleten nahmen teil.
Der Brite Douglas Lowe konnte seinen Olympiasieg von 1924 wiederholen. Er gewann vor dem Schweden Erik Byléhn. Bronze ging an den Deutschen Hermann Engelhard.

## Rekorde

### Bestehende Rekorde
| Weltrekord         | 1:50,6 min | Séra Martin ( Frankreich) | Colombes, Frankreich   | 14. Juli 1928 |
| Olympischer Rekord | 1:51,0 min | Ted Meredith ( USA)       | OS Stockholm, Schweden | 8. Juli 1912  |

### Rekordverbesserung
Der britische Olympiasieger Douglas Lowe verbesserte den bestehenden olympischen Rekord im Finale am 31. Juli um zwei Zehntelsekunden auf 1:50,8 min. Dabei verfehlte er den Weltrekord um nur zwei Zehntelsekunden.

## Durchführung des Wettbewerbs
Die Läufer traten am 29. Juli zu acht Vorläufen an. Die jeweils drei besten Athleten – hellblau unterlegt – qualifizierten sich für das Halbfinale, das am 30. Juli stattfand. Aus den drei Vorentscheidungen kamen ebenfalls die jeweils drei Erstplatzierten – wiederum hellblau unterlegt – in das Finale am 31. Juli.

## Vorläufe
Datum: 29. Juli 1928
Es sind nicht alle Zeiten überliefert.

### Vorlauf 1
| Platz | Name               | Nation       | Zeit       | Anmerkung |
| ----- | ------------------ | ------------ | ---------- | --------- |
| 1     | Alex Wilson        | Kanada       | 1:59,2 min |           |
| 2     | Erik Byléhn        | Schweden     | 1:59,8 min |           |
| 3     | John Sittig        | USA          | 2:00,6 min |           |
| 4     | Guus Zeegers       | Niederlande  | k. A.      |           |
| 5     | Gérard Bertheloot  | Belgien      | k. A.      |           |
| 6     | Vasilios Stavrinos | Griechenland | k. A.      |           |
| 7     | Louis Schmit       | Luxemburg    | k. A.      |           |

### Vorlauf 2

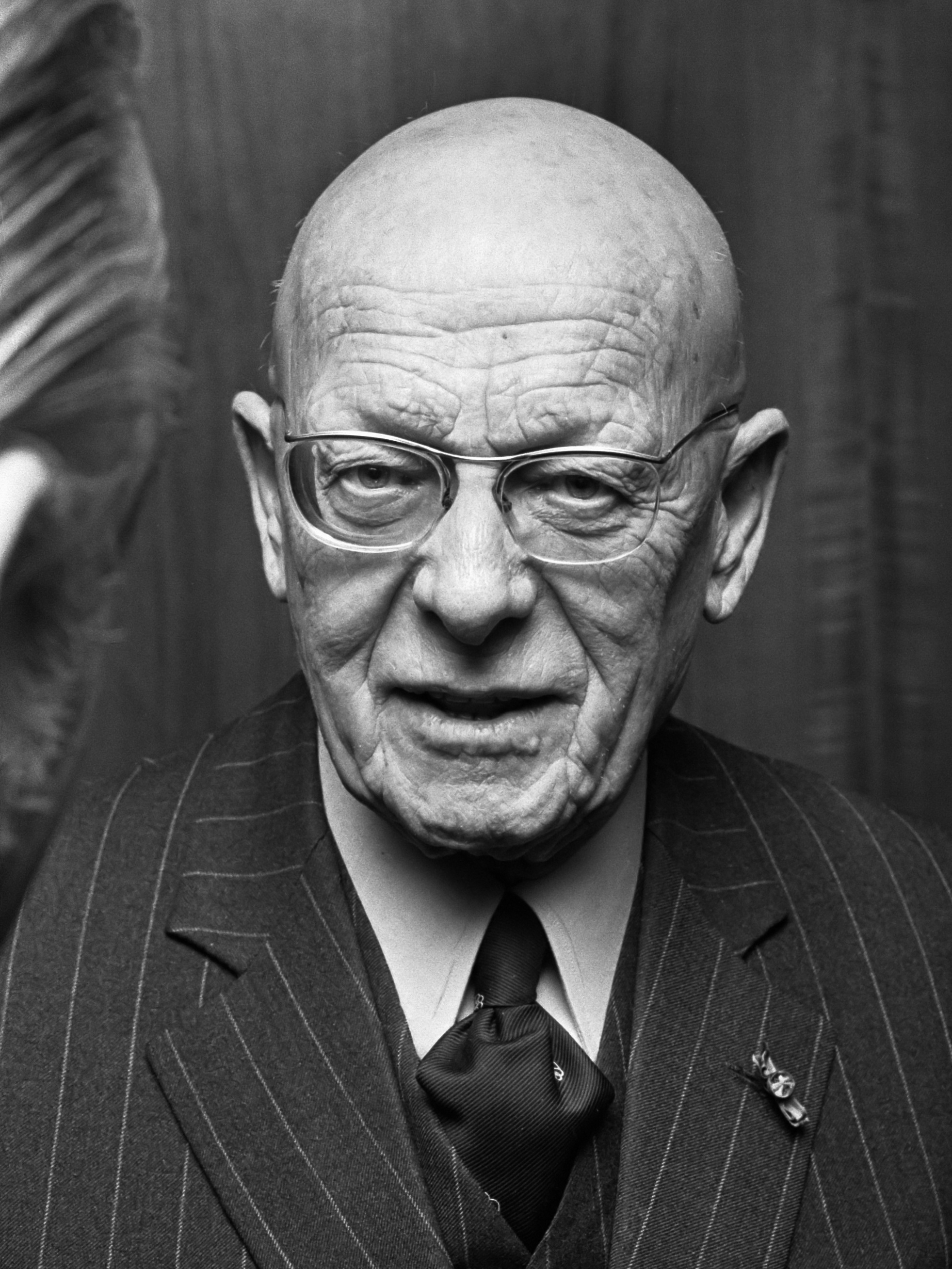
Adriaan Paulen – im Zweiten Weltkrieg Widerstandskämpfer und später Präsident des Europäischen Leichtathletikverbands (hier im Jahr 1976) – ausgeschieden als Vierter im zweiten Vorlauf

| Platz | Name           | Nation          | Zeit       | Anmerkung |
| ----- | -------------- | --------------- | ---------- | --------- |
| 1     | Otto Peltzer   | Deutsches Reich | 1:57,4 min |           |
| 2     | Brant Little   | Kanada          | 1:57,8 min |           |
| 3     | Wilfred Tatham | Großbritannien  | 1:58,2 min |           |
| 4     | Adriaan Paulen | Niederlande     | k. A.      |           |
| 5     | William Whyte  | Australien      | k. A.      |           |
| 6     | Albert Larsen  | Dänemark        | k. A.      |           |

### Vorlauf 3
| Platz | Name                | Nation          | Zeit       | Anmerkung |
| ----- | ------------------- | --------------- | ---------- | --------- |
| 1     | Jean Keller         | Frankreich      | 1:59,0 min |           |
| 2     | Paul Martin         | Schweiz         | 1:59,4 min |           |
| 3     | Ray Watson          | USA             | 1:59,6 min |           |
| 4     | Wilhelm Tarnogrocki | Deutsches Reich | 1:59,9 min |           |
| 5     | Alfonso García      | Mexiko          | k. A.      |           |
| 6     | Andries Hoogerwerf  | Niederlande     | k. A.      |           |
| 7     | Antonios Mangos     | Griechenland    | k. A.      |           |

### Vorlauf 4
| Platz | Name                | Nation             | Zeit       | Anmerkung |
| ----- | ------------------- | ------------------ | ---------- | --------- |
| 1     | Georges Baraton     | Frankreich         | 2:03,4 min |           |
| 2     | Earl Fuller         | USA                | 2:03,8 min |           |
| 3     | Olaf Strand         | Norwegen           | 2:03,8 min |           |
| 4     | Ettore Tavernari    | Königreich Italien | k. A.      |           |
| 5     | Philippe Coenjaerts | Belgien            | k. A.      |           |
| 6     | Harry Houghton      | Großbritannien     | k. A.      |           |

### Vorlauf 5
| Platz | Name              | Nation           | Zeit       | Anmerkung |
| ----- | ----------------- | ---------------- | ---------- | --------- |
| 1     | Lloyd Hahn        | USA              | 1:56,8 min |           |
| 2     | Hermann Engelhard | Deutsches Reich  | 1:57,0 min |           |
| 3     | Vilém Šindler     | Tschechoslowakei | 1:57,0 min |           |
| 4     | René Féger        | Frankreich       | k. A.      |           |
| 5     | Jack Walter       | Kanada           | k. A.      |           |
| 6     | Charles Stuart    | Australien       | k. A.      |           |

### Vorlauf 6
| Platz | Name               | Nation             | Zeit       | Anmerkung |
| ----- | ------------------ | ------------------ | ---------- | --------- |
| 1     | Serafín Dengra     | Argentinien        | 2:01,2 min |           |
| 2     | Douglas Lowe       | Großbritannien     | 2:02,2 min |           |
| 3     | Guido Cominotto    | Königreich Italien | 2:02,4 min |           |
| 4     | Ömer Besim Koşalay | Türkei             | k. A.      |           |

### Vorlauf 7

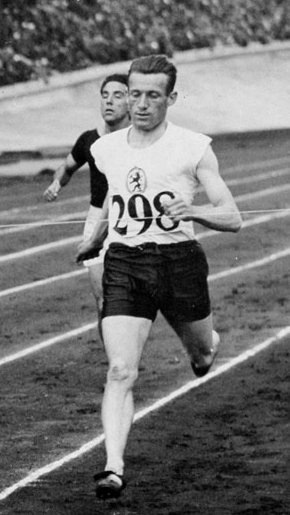
Joaquín Miquel (links, leicht verdeckt) – ausgeschieden als Sechster im achten Vorlauf

| Platz | Name              | Nation             | Zeit       | Anmerkung |
| ----- | ----------------- | ------------------ | ---------- | --------- |
| 1     | Séra Martin       | Frankreich         | 1:58,8 min |           |
| 2     | László Barsi      | Ungarn             | 1:59,0 min |           |
| 3     | Alfred Müller     | Deutsches Reich    | 1:59,4 min |           |
| 4     | Adolf Kittel      | Tschechoslowakei   | 1:59,6 min |           |
| 5     | Feliks Malanowski | Polen              | 1:59,8 min |           |
| 6     | Gerry Coughlan    | Irischer Freistaat | k. A.      |           |
| 7     | J. Murphy         | Britisch-Indien    | k. A.      |           |

### Vorlauf 8
| Platz | Name               | Nation             | Zeit       | Anmerkung |
| ----- | ------------------ | ------------------ | ---------- | --------- |
| 1     | Phil Edwards       | Kanada             | 1:59,4 min |           |
| 2     | Ralph Starr        | Großbritannien     | 1:59,8 min |           |
| 3     | Norman McEachern   | Irischer Freistaat | 1:59,48min |           |
| 4     | Leopoldo Ledesma   | Argentinien        | k. A.      |           |
| 5     | José Lucílo Iturbe | Mexiko             | k. A.      |           |
| 6     | Joaquín Miquel     | Spanien            | k. A.      |           |

## Halbfinale
Datum: 30. Juli 1928
Es sind nicht alle Zeiten überliefert.

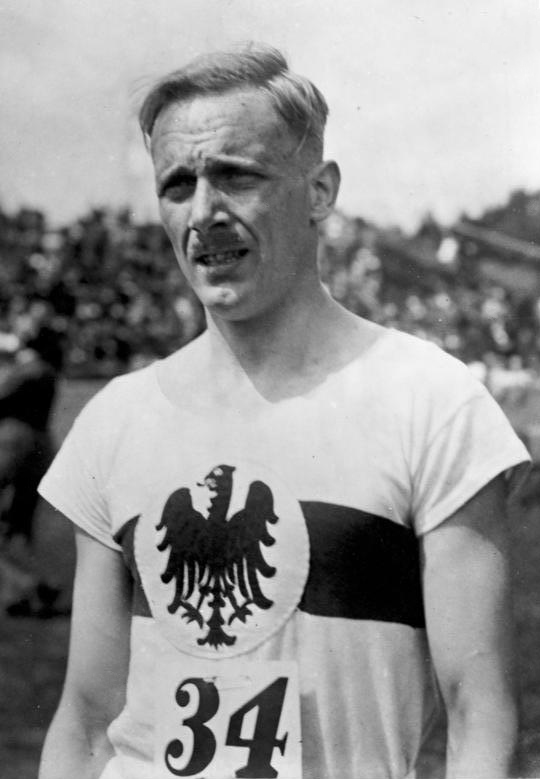
Otto Peltzer – ausgeschieden als Fünfter im ersten Halbfinale

### Lauf 1
| Platz | Name             | Nation             | Zeit       | Anmerkung |
| ----- | ---------------- | ------------------ | ---------- | --------- |
| 1     | Earl Fuller      | USA                | 1:55,6 min |           |
| 2     | Douglas Lowe     | Großbritannien     | 1:55,8 min |           |
| 3     | Jean Keller      | Frankreich         | 1:56,0 min |           |
| 4     | László Barsi     | Ungarn             | 1:56,2 min |           |
| 5     | Otto Peltzer     | Deutsches Reich    | 1:56,3 min |           |
| 6     | Alex Wilson      | Kanada             | 1:57,1 min |           |
| 7     | Vilém Šindler    | Tschechoslowakei   | k. A.      |           |
| DNF   | Norman McEachern | Irischer Freistaat |            |           |

### Lauf 2

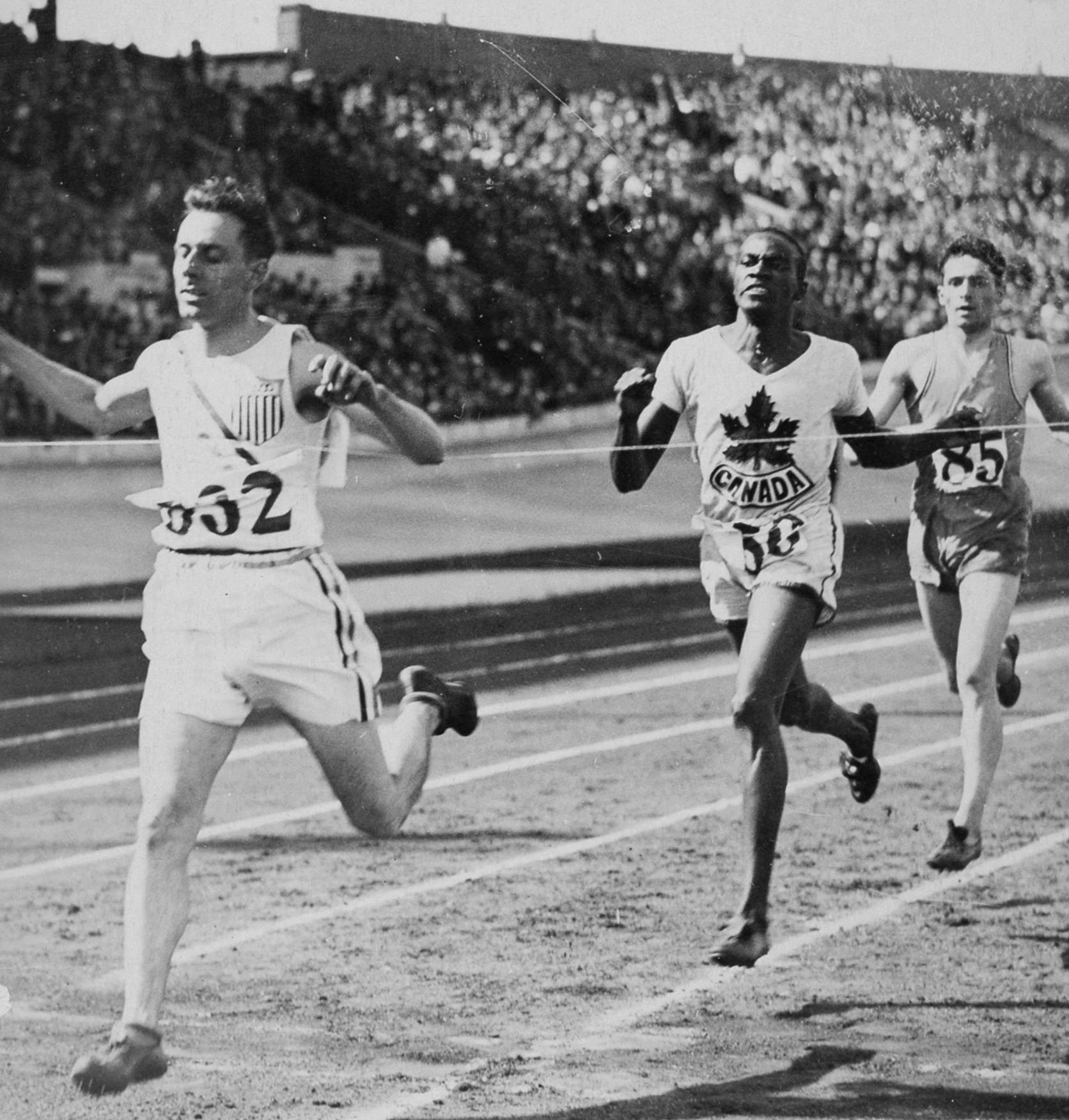
Dritter Vorlauf: Lloyd Hahn vor Phil Edwards und Séra Martin
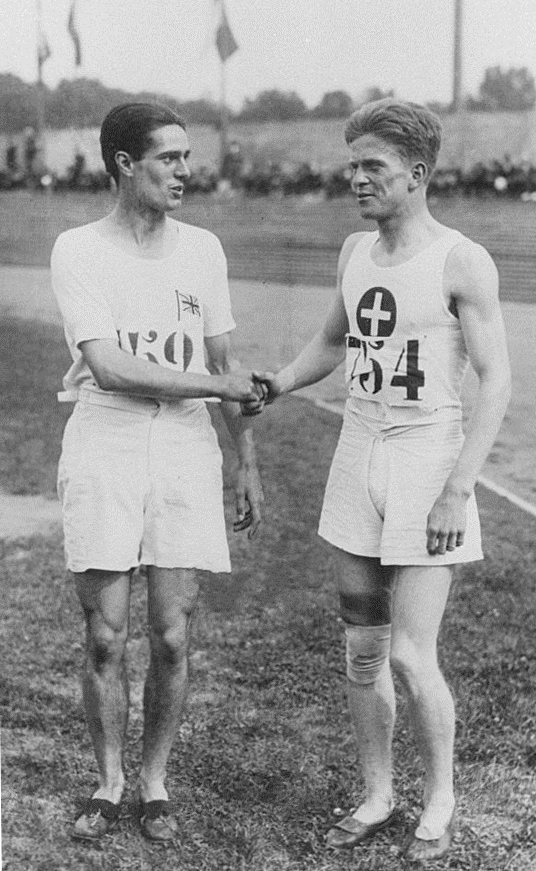
Paul Martin (rechts, gemeinsam mit Douglas Lowe, als Martin 1924 Silber hinter Lowe gewonnen hatte) – ausgeschieden als Vierter im dritten Halbfinale

| Platz | Name              | Nation             | Zeit       | Anmerkung |
| ----- | ----------------- | ------------------ | ---------- | --------- |
| 1     | Erik Byléhn       | Schweden           | 1:55,6 min |           |
| 2     | Ray Watson        | USA                | 1:56,8 min |           |
| 3     | Hermann Engelhard | Deutsches Reich    | 1:56,8 min |           |
| 4     | Brant Little      | Kanada             | 1:57,6 min |           |
| 5     | Ralph Starr       | Großbritannien     | k. A.      |           |
| 6     | Guido Cominotto   | Königreich Italien | k. A.      |           |
| 7     | Serafín Dengra    | Argentinien        | k. A.      |           |

### Lauf 3
| Platz | Name           | Nation          | Zeit       | Anmerkung |
| ----- | -------------- | --------------- | ---------- | --------- |
| 1     | Lloyd Hahn     | USA             | 1:52,6 min |           |
| 2     | Phil Edwards   | Kanada          | 1:52,8 min |           |
| 3     | Séra Martin    | Frankreich      | 1:53,0 min |           |
| 4     | Paul Martin    | Schweiz         | 1:53,3 min |           |
| 5     | John Sittig    | USA             | 1:53,4 min |           |
| 6     | Alfred Müller  | Deutsches Reich | 1:53,8 min |           |
| 7     | Wilfred Tatham | Großbritannien  | k. A.      |           |
| 8     | Olaf Strand    | Norwegen        | 1:59,9 min |           |

## Finale
Datum: 31. Juli 1928
| Platz | Name              | Nation          | Zeit       | Anmerkung |
| ----- | ----------------- | --------------- | ---------- | --------- |
| 1     | Douglas Lowe      | Großbritannien  | 1:51,8 min | OR        |
| 2     | Erik Byléhn       | Schweden        | 1:52,8 min |           |
| 3     | Hermann Engelhard | Deutsches Reich | 1:53,2 min |           |
| 4     | Phil Edwards      | Kanada          | 1:54,0 min |           |
| 5     | Lloyd Hahn        | USA             | 1:54,2 min |           |
| 6     | Séra Martin       | Frankreich      | 1:54,6 min |           |
| 7     | Earl Fuller       | USA             | 1:55,0 min |           |
| 8     | Jean Keller       | Frankreich      | 1:57,0 min |           |
| 9     | Ray Watson        | USA             | 2:03,0 min |           |

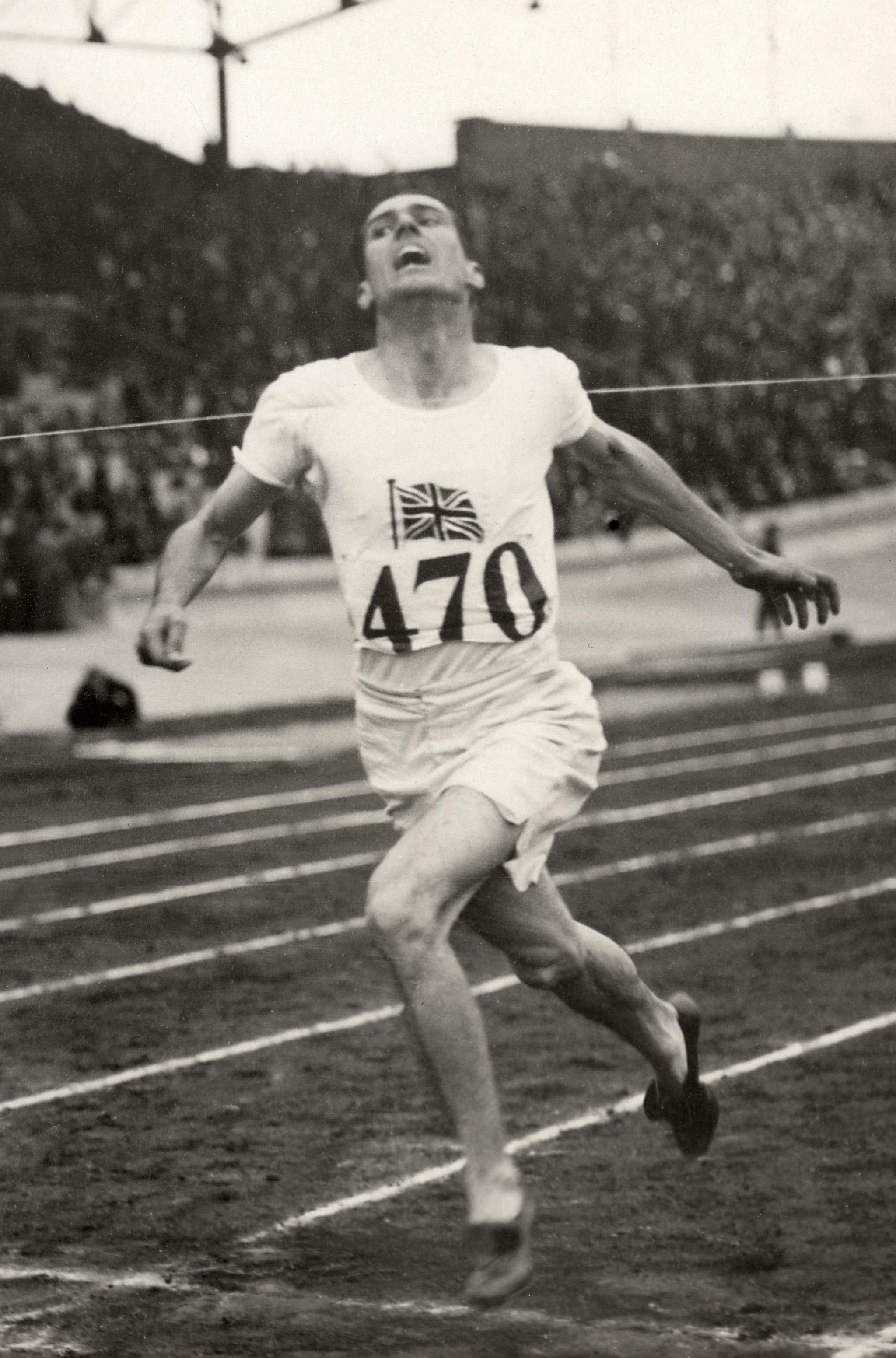
Olympiasieger Douglas Lowe beim Überqueren der Ziellinie

Zu den Favoriten zählten der britische Sieger von 1924 Douglas Lowe, der US-Läufer Lloyd Hahn und der Franzose Séra Martin, der kurz vor den Spielen mit 1:50,6 min einen neuen Weltrekord aufgestellt hatte. Der Deutsche Otto Peltzer, ebenfalls ein hoch eingeschätzt, war schon im Halbfinale ausgeschieden – er hatte sich zuvor bei einem Handballspiel verletzt. Im Finale übernahm Lowe anfangs die Führung, doch Hahn und der Kanadier Phil Edwards lösten ihn dort schnell ab. Bei vierhundert Metern, absolviert in 55,2 Sekunden, lag Hahn an der Spitze, ihm folgten Lowe und Edwards. In der letzten Kurve zog Lowe das Tempo an und siegte mit einer Sekunde Vorsprung. Am Schluss spurteten Erik Byléhn und Hermann Engelhard vorbei an Hahn und Edwards zur Silber- bzw. Bronzemedaille.
Douglas Lowe gelang der dritte britische Erfolg in der Disziplin und gleichzeitig die erste erfolgreiche Wiederholung des Olympiasiegs in dieser Disziplin.
Erik Byléhn errang die erste schwedische Medaille über 800 Meter.

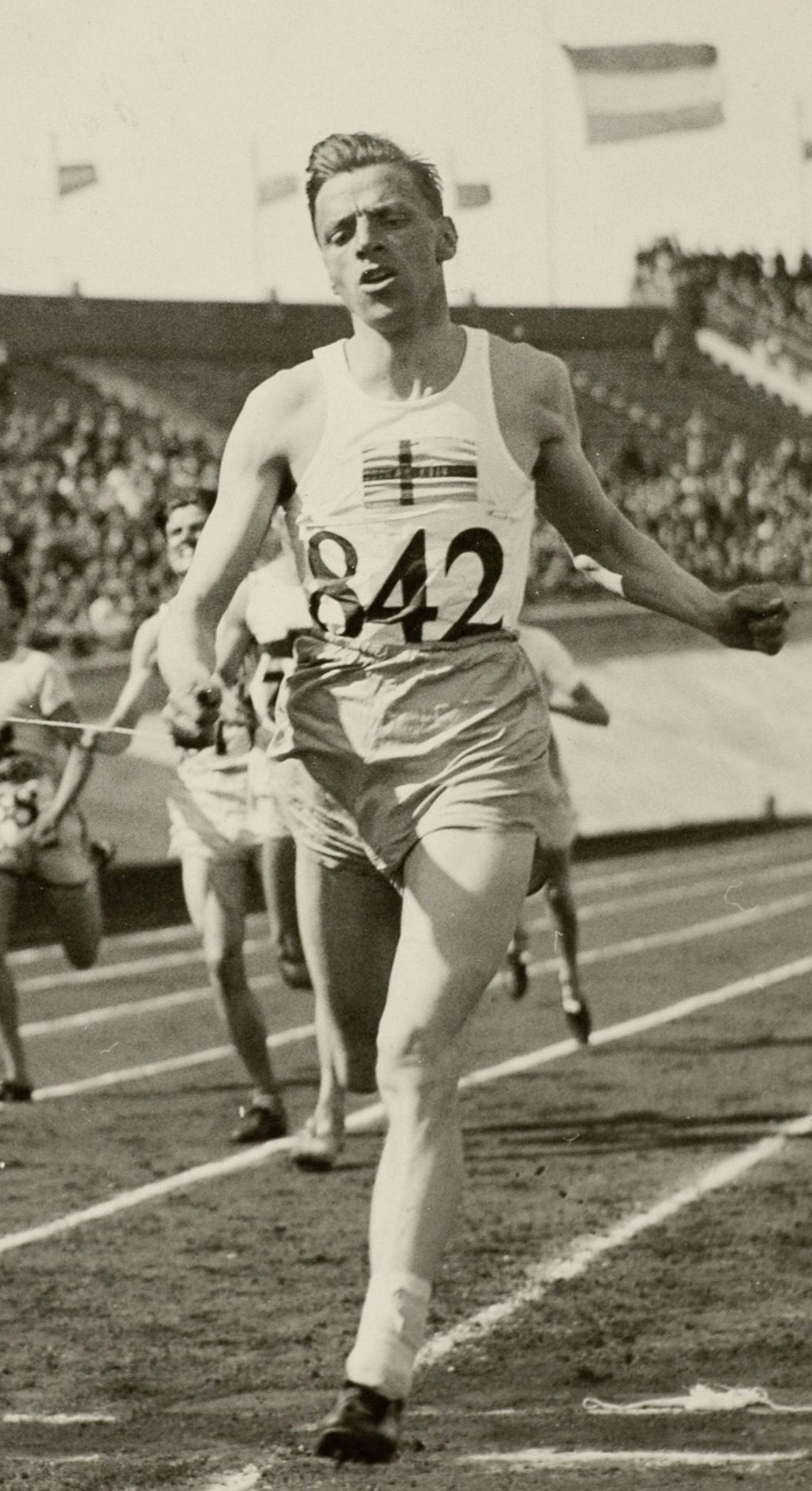
Silbermedaillengewinner Erik Byléhn
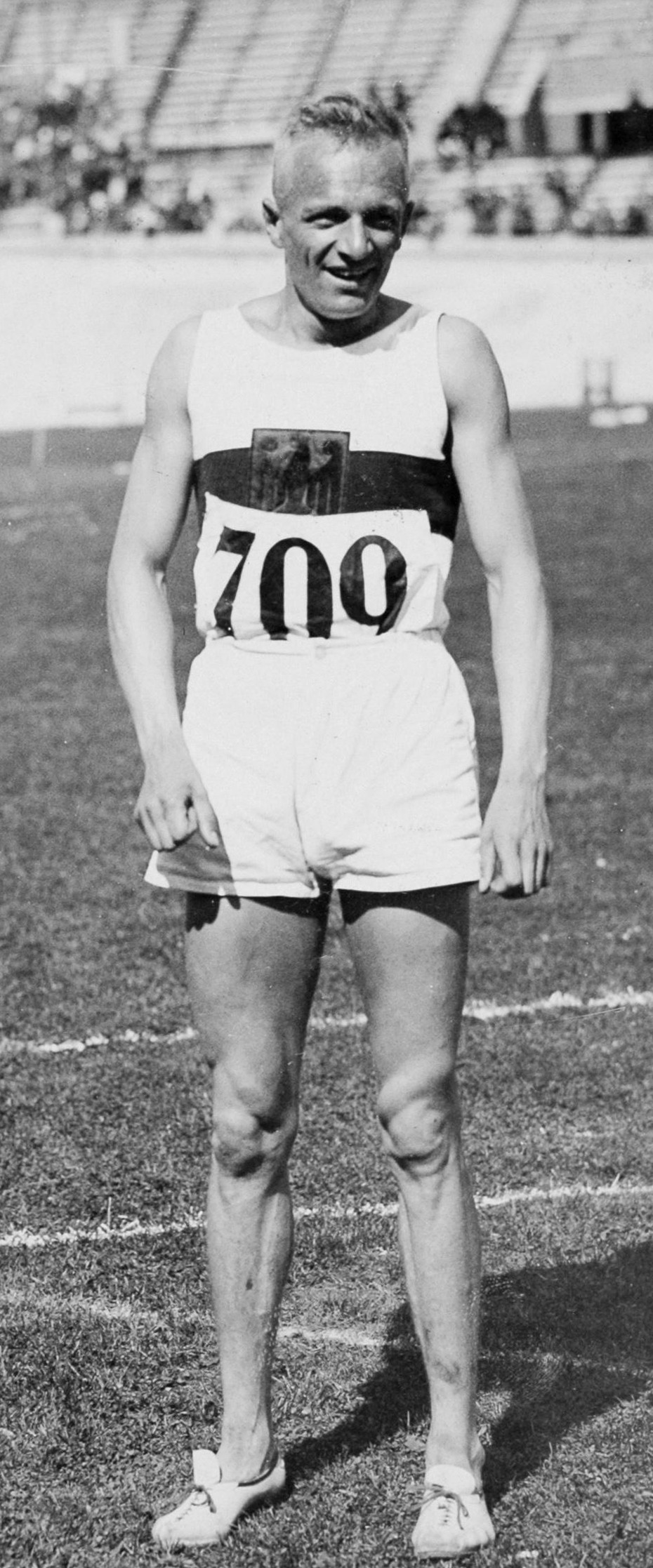
Bronze gab es für Hermann Engelhard

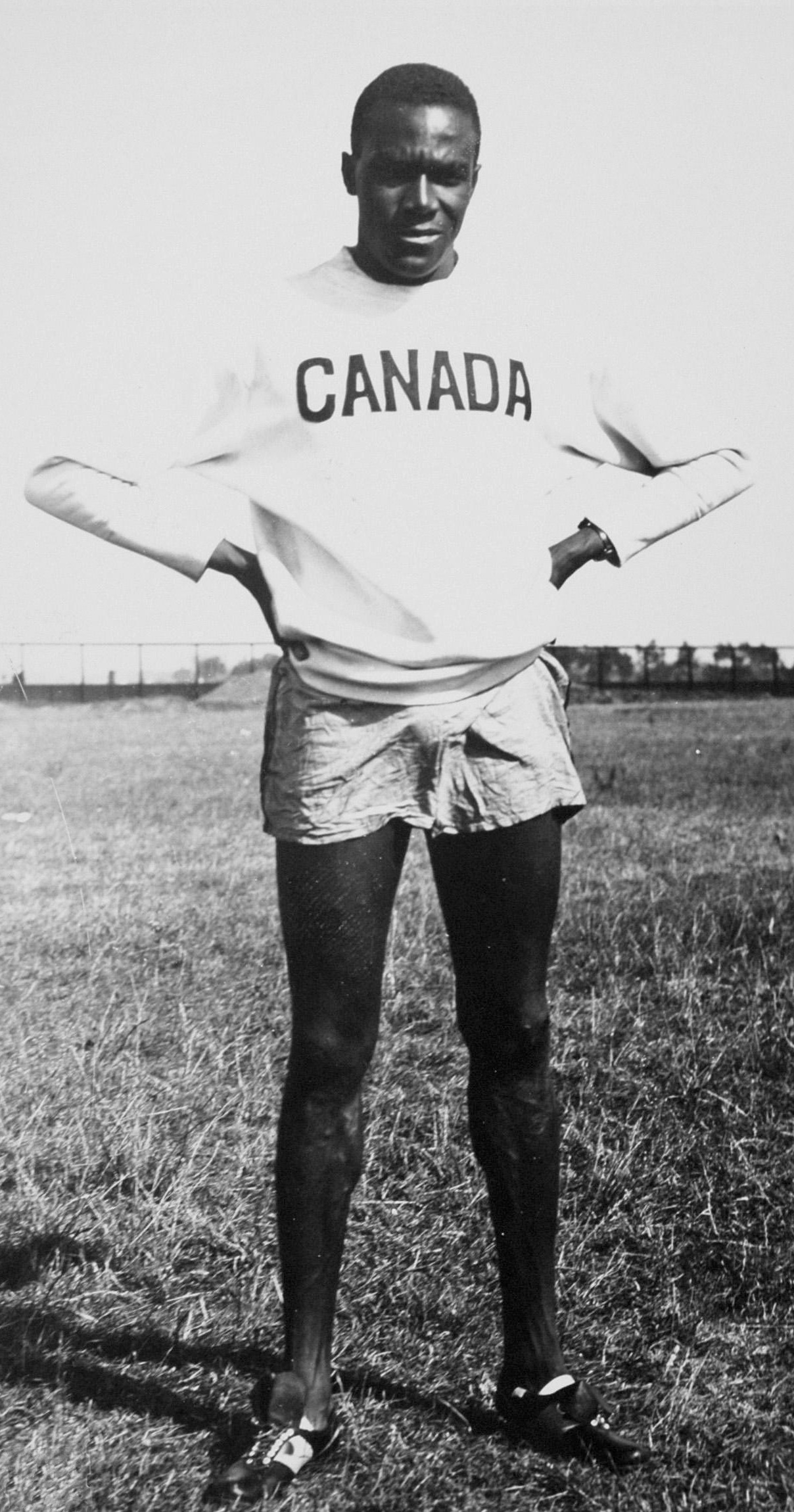
Phil Edwards belegte Rang vier
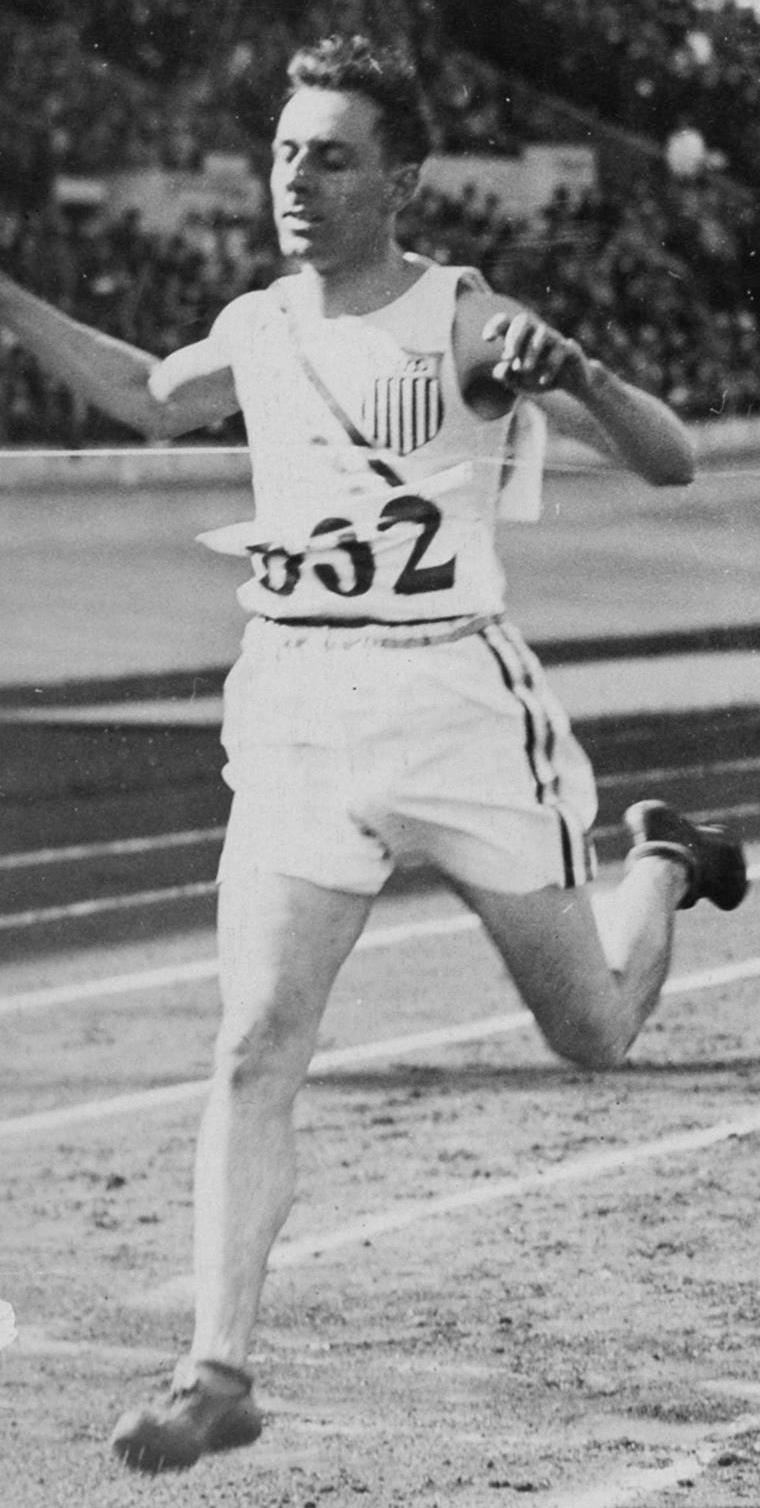
Rang fünf für Lloyd Hahn
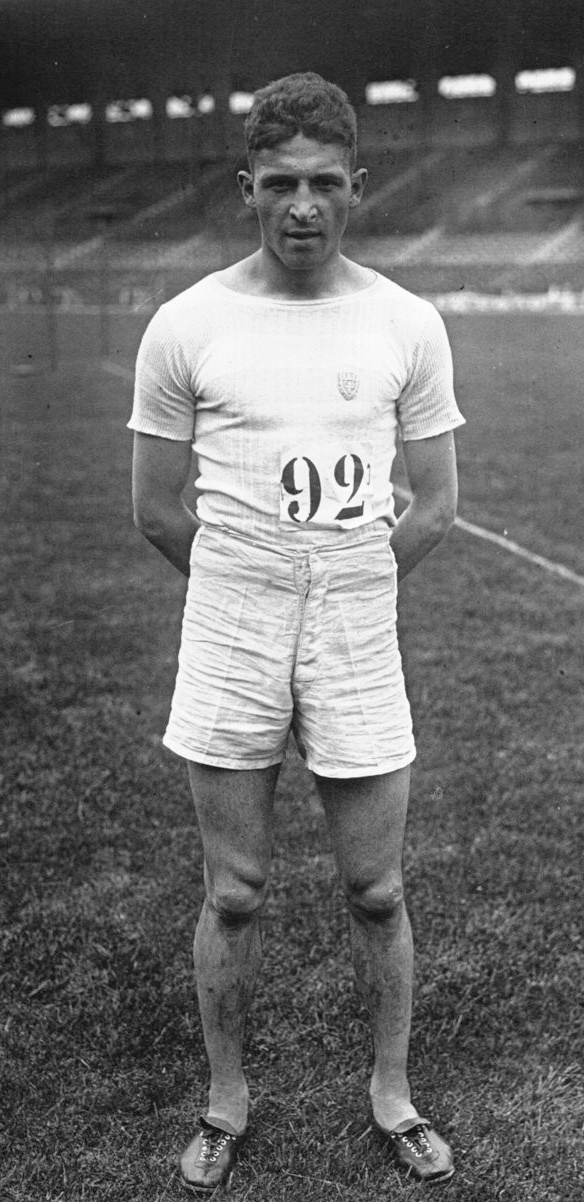
Der Weltrekordinhaber Séra Martin musste sich mit Platz sechs zufriedengeben
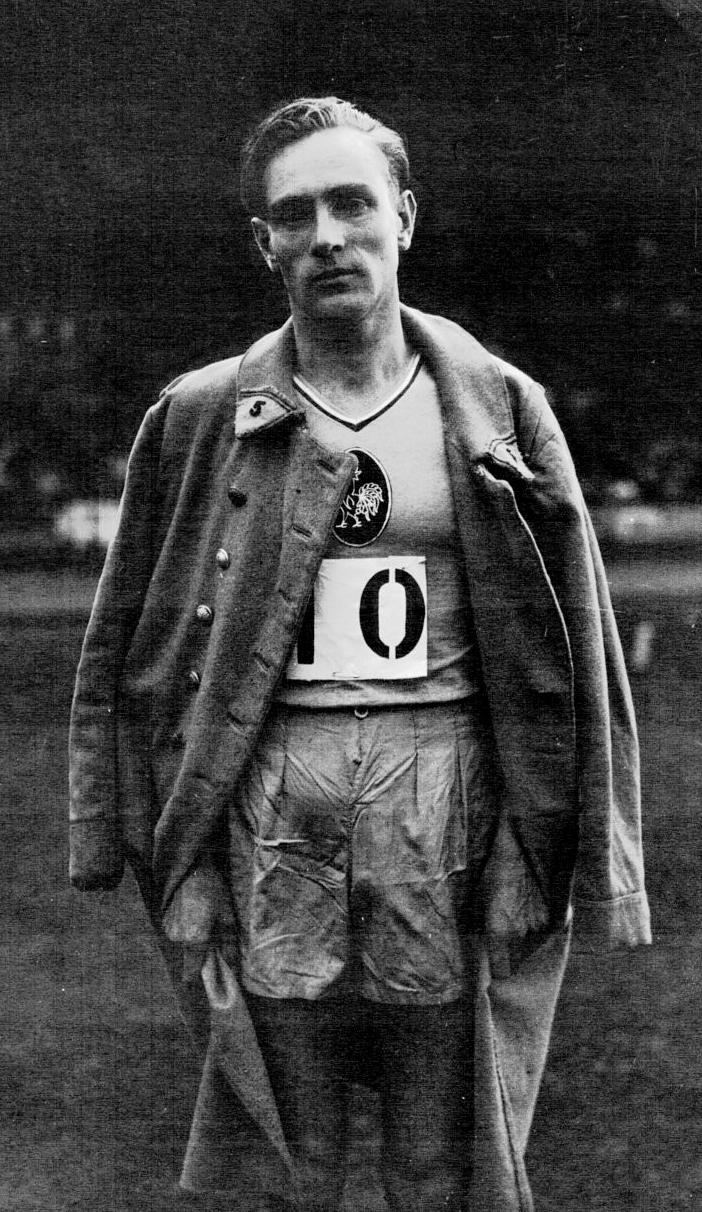
Jean Keller erreichte Platz acht

## Video
- Underdog Douglas Lowe Retains His Olympic 800m Crown - Amsterdam 1928 Olympics, veröffentlicht am 18. April 2013 auf youtube.com, abgerufen am 12. September 2017